# St. Columb Minor
St. Columb Minor är en plats i nordöstra Newquay, i civil parish Newquay, i distriktet Cornwall, i grevskapet Cornwall, i England. En gång i tiden var St. Columb Minor den huvudsakliga bosättningen i området, men är i dag sammanväxt med den betydligt större Newquay. Bland annat romanförfattaren William Golding var en av St. Columb Minors invånare. St Columb Minor var en civil parish fram till 1894 när blev den en del av Newquay och St Columb Minor Rural. Civil parish hade 3 056 invånare år 1891.